# Хардт, Мики
Мики Хардт (нем. Mickey Hardt; род. 27 марта 1969, Соренго, Тичино, Швейцария) — люксембургский и немецкий актер, фотомодель и мастер боевых искусств.

## Биография
Мики Хардт родился в 1969 году в Швейцарии. Его отец был футболистом люксембургского происхождения, а мать — психологом и бывшей театральной актрисой из Австрии. В детстве жил в Люксембурге, впоследствии переехал в Берлин, где посещал курсы актёрского мастерства и записался в модельное агентство.
В 1999-2000 годах Мики Хардт снимался в главной роли в сериале «Der Puma – Kämpfer mit Herz», где сыграл мастера боевых искусств Джоша Энгелля по прозвищу Пума, который помогал полиции бороться с преступностью. Постановщиком боевых сцен в сериале был известный гонконгский актёр и хореограф Донни Йен, который в 2003 году взял люксембуржца в свой фильм «Близнецы».
Этими двумя проектами Хардт привлёк внимание американского режиссёра боевиков Альберта Пьюна, который, планируя покорить европейских зрителей, в 2004 году дал Мики главную роль в своём новом фильме «Макс-разрушитель: Проклятие нефритового дракона». Кинокритики положительно оценили актёрскую игру и боевые способности Хардта.
На протяжении жизни Мики Хардт занимался такими видами боевых искусств, как сават и тхэквондо. Заниматься спортом Хардт начал с восьми лет. Тхэквондо начал осваивать в 1984 году в Люксембурге, при этом спустя три года уже получил первый дан.
В 2007, 2009 и 2011 годах соответственно становился чемпионом Германии по савату, в 2011 году получил второй дан по тхэквондо.

## Фильмография
| Год       |   | Русское название                                | Оригинальное название           | Роль                  |
| --------- | - | ----------------------------------------------- | ------------------------------- | --------------------- |
| 1999—2000 | с | Пума – борец с добрым сердцем                   | Der Puma – Kämpfer mit Herz     | Джош Энгель           |
| 2002      | с | Берлин, Берлин                                  | Berlin, Berlin                  | Олаф                  |
| 2002      | с | Закон Вольфа                                    | Wolffs Revier                   | Свен Ботчер           |
| 2003      | ф | Близнецы                                        | 千機變                          | герцог Декоутс        |
| 2004      | ф | Макс-разрушитель: Проклятие нефритового дракона | Max Havoc: Curse of the Dragon  | Макс Хавок            |
| 2006      | ф | Макс-разрушитель: Кольцо огня                   | Max Havoc: Ring of Fire         | Макс Хавок            |
| 2007      | с | Розенхаймские копы                              | Die Rosenheim-Cops              | Константин Хартвиг    |
| 2011      | с | Последний бык                                   | Der letzte Bulle                | Рене                  |
| 2011      | с | Всё, что имеет значение                         | Alles was zählt                 | Дэвид Мейерхофф       |
| 2012      | ф | Ангел-хранитель                                 | Schutzengel                     | фальшивый полицейский |
| 2014      | ф | Красавица и Чудовище                            | La Belle et la Bête             | Этьен                 |
| 2014—2015 | с | Запретная любовь                                | Verbotene Liebe                 | Джо Хельмке           |
| 2016—2017 | с | Красные розы                                    | Rote Rosen                      | Матиас Сегерт         |
| 2018      | ф | Дело Мурера: Хроники одного судебного процесса  | Murer: Anatomie eines Prozesses | Рихтер                |
| 2019      | с | Коп и пёс                                       | Der Bulle und das Biest         | Петер фон Берг        |
| 2022      | с | Капитани                                        | Capitani                        | Марк Дидрих           |